# Saison 3 de La Voix
La saison 3 de La Voix  a été diffusée du 18 janvier 2015 au 12 avril 2015 sur TVA, animée par Charles Lafortune. Marc Dupré, coach depuis la première saison est de retour comme coach, tout comme Éric Lapointe et Isabelle Boulay, coach gagnante de la saison précédente; Pierre Lapointe remplace quant à lui Louis-Jean Cormier.

## Candidats
Certains candidats avaient précédemment une carrière, dans la musique ou non.
- Laurence Pagé fait la voix féminine dans la chanson Make Up Your Mind du groupe Final State.
- William Cloutier a joué plusieurs rôles à la télévision et au cinéma, notamment dans 30 vies et Mixmania 3
- Sylvie Desgroseillers est une choriste bien connue du milieu musical, entre autres par son implication dans Belle et Bum
- Kevin Bazinet est le frère de Bobby Bazini
- Johanne Lefebvre a gagné la catégorie Interprète du Festival International de la Chanson de Granby

De plus, les candidats suivants ont un ou plusieurs albums à leur actif : Shaharah Sinclair, Audrey Miscioscia, Melissa Bel, Tatiana Garrido (sous le nom Mistysa), Francis Bédard-Pétrin

## Équipes
Légende
 – Gagnant
 – Finalistes
 – Demi-finalistes
 – Éliminés durant les directs
 – Éliminés durant les chants de bataille
 – Éliminés durant les duels
 – Volé par un autre coach
| Pierre Lapointe | Mathieu Holubowski | Dominique Fils-Aimé   | Jacob Watson        | Philippe Clément      | Gaya Michel Élie | Liana Bureau           | Marianne Poirier  |
| Pierre Lapointe | Cintia Baroud      | Sara Dufour           | Karine Sainte-Marie | Jacques Rousseau      | Dominic Dagenais | Jean-Sébastien Michaud | David Fleury      |
| Éric Lapointe   | Rosa Laricchiuta   | Céleste Lévis         | Simon Morin         | Shaharah Sinclair     | Johanne Lefebvre | Pierre-Luc Belval      | Tatiana Garrido   |
| Éric Lapointe   | Sylvain Auclair    | Amélie P. Bédard      | Mandy Branch        | Sylvie Desgroseillers | Taylor Saunier   | Myriam Arseneau        | Mathieu Langevin  |
| Isabelle Boulay | Angelike Falbo     | Lili-Ann De Francesco | Catherine Avoine    | Émie Champagne        | Cintia Baroud    | Louis-Philip Champagne | Cédrick Gosselin  |
| Isabelle Boulay | Priscillia Quirion | Annabelle Doucet      | Félicia Tremblay    | Chesley Walsh         | Thierry Bruyère  | Melissa Bel            | Myriam Arseneau   |
| Marc Dupré      | Kevin Bazinet      | Alicia Moffet         | Sule Heitner        | Karine Sainte-Marie   | Élisabeth Léger  | Annabelle Doucet       | Audrey Miscioscia |
| Marc Dupré      | Anthony Cyr        | Jacob Watson          | Gaya Michel Élie    | Francis Bédard-Pétrin | Tatiana Garrido  | Mathieu Langevin       | David Paradis     |

## Étapes

### Auditions à l’aveugle

#### Épisode 1
Date de diffusion : 18 janvier 2015
Performance de groupe : les coachs de La Voix – Le Blues du businessman - Starmania
| Ordre | Artiste (âge, ville)                        | Chanson                                     | Choix  | Choix | Choix    | Choix |
| Ordre | Artiste (âge, ville)                        | Chanson                                     | Pierre | Éric  | Isabelle | Marc  |
| ----- | ------------------------------------------- | ------------------------------------------- | ------ | ----- | -------- | ----- |
| 1     | Lili-Ann De Francesco (15, Sainte-Adèle)    | Proud Mary - Tina Turner                    |        |       |          |       |
| 2     | Mathieu Holubowski (26, Hudson)             | Burn - Ray Lamontagne                       |        |       |          |       |
| 3     | Sara Dufour (30, Dolbeau-Mistassini)        | La question à 100$ - Bernard Adamus         |        |       | —        | —     |
| 4     | Laurence Pagé (22, Otterburn Park)          | Riptide - Vance Joy                         |        |       |          |       |
| 5     | Shaharah Sinclair (36, Montréal)            | Brown Skin - India.Arie                     | —      |       |          |       |
| 6     | William Monette (16, Sainte-Thérèse)        | La dame en bleu - Michel Louvain            |        |       |          |       |
| 7     | Audrey Miscioscia (21, Belœil)              | Who's Lovin' You - The Jackson Five         | —      |       |          |       |
| 8     | David Paradis (27, Amqui)                   | Sex on Fire - Kings of Leon                 |        |       |          |       |
| 9     | Jacques Rousseau (28, Montréal)             | Poupée de cire, poupée de son - France Gall |        | —     |          |       |
| 10    | Pierre-Gabriel Couture (23, Grande-Rivière) | Mécaniques générales - Patrice Michaud      |        |       |          |       |
| 11    | Melissa Bel (25, Burlington, ON)            | Oh! Darling - Les Beatles                   | —      |       |          | —     |
| 12    | Sylvie Desgroseillers (50, Brossard)        | Amazing Grace (a cappella) - John Newton    |        |       |          |       |

#### Épisode 2
Date de diffusion : 25 janvier 2015
| Ordre | Artiste (âge, ville)                | Chanson                                     | Choix  | Choix | Choix    | Choix |
| Ordre | Artiste (âge, ville)                | Chanson                                     | Pierre | Éric  | Isabelle | Marc  |
| ----- | ----------------------------------- | ------------------------------------------- | ------ | ----- | -------- | ----- |
| 1     | Dominique Fils-Aimé (30, Montréal)  | Seven Nation Army - The White Stripes       |        |       |          |       |
| 2     | Jacob Watson (23, Ottawa, ON)       | Shake It Off - Taylor Swift                 |        | —     | —        |       |
| 3     | Émie Champagne (20, Victoriaville)  | Ne me parlez plus d'elle - Garou            | —      | —     |          | —     |
| 4     | Vicky Paradis (32, Aylmer)          | Out Here On My Own - Irene Cara             |        |       |          |       |
| 5     | Annabelle Doucet (24, Nigadoo, NB)  | What's Love Got to Do with It - Tina Turner |        |       |          |       |
| 6     | Anthony Cyr (17, Rosemère)          | Sunday Morning - Maroon 5                   | —      |       |          |       |
| 7     | Mathieu Vachon (32, Saint-Eustache) | Emmenez-moi - Charles Aznavour              |        |       |          |       |
| 8     | Amélie P. Bédard (23, Orford)       | Ma version du bonheur - Ariane Brunet       | —      |       | —        | —     |
| 9     | Philippe Clément (22, Gatineau)     | A Bad Place to Reside - Jarle Bernhoft      |        |       | —        | —     |
| 10    | Ariane Baribeau (15, Blainville)    | Quand je ferme les yeux - Annie Villeneuve  |        |       |          |       |
| 11    | Cédrick Gosselin (25, Montréal)     | Juste une p'tite nuitte - Les Colocs        |        | —     |          | —     |
| 12    | Greg Noël (32, Laval)               | Ordinaire - Robert Charlebois               |        |       |          |       |
| 13    | Rosa Laricchiuta (40, Shédiac, NB)  | Perfect - P!nk                              |        |       |          |       |
| 14    | Gaya Michel Élie (26, Laval)        | I Will Survive - Gloria Gaynor              | —      |       | —        |       |

#### Épisode 3
Date de diffusion : 1er février 2015
| Ordre | Artiste (âge, ville)                                      | Chanson                                     | Choix  | Choix | Choix    | Choix |
| Ordre | Artiste (âge, ville)                                      | Chanson                                     | Pierre | Éric  | Isabelle | Marc  |
| ----- | --------------------------------------------------------- | ------------------------------------------- | ------ | ----- | -------- | ----- |
| 1     | Tatiana Garrido (37, Granby)                              | Hoochie Coochie Man - Eric Clapton          |        |       |          |       |
| 2     | Rébecca Leclerc (21, Chicoutimi)                          | Mon amant de Saint-Jean - Lucienne Delyle   |        |       |          |       |
| 3     | Sule Heitner (42, Pierrefonds)                            | Crazy - Seal                                | —      | —     | —        |       |
| 4     | Karine Sainte-Marie (29, Sainte-Marguerite-du-Lac-Masson) | Si j'étais un homme - Diane Tell            |        |       | —        | —     |
| 5     | Catherine Avoine (40, Chambly)                            | Hallelujah - Leonard Cohen                  | —      |       |          |       |
| 6     | Anne-Marie Soucy (27, Montréal)                           | Kiss With a Fist - Florence and the Machine |        |       |          |       |
| 7     | Jean-Sébastien Michaud (29, Montréal)                     | C'est un monde - Fred Pellerin              |        | —     | —        | —     |
| 8     | Sylvain Auclair (43, Montréal)                            | Best of You - Foo Fighters                  | —      |       |          | —     |
| 9     | Alicia Moffet (16, Saint-Lazare)                          | At Last - Etta James                        | —      |       |          |       |
| 10    | Syd Bédard (46, Granby)                                   | Long Train Running - Doobie Brothers        |        |       |          |       |
| 11    | Myriam Arseneau (18, Robertville, NB)                     | Ne reviens pas - Salomé Leclerc             | —      |       |          | —     |
| 12    | Félicia Tremblay (28, Saint-Jérôme)                       | Ma liberté - Georges Moustaki               | —      | —     |          | —     |
| 13    | Dolceamare1 (25/29, Montréal/Laval)                       | Do What U Want - Lady Gaga                  |        |       |          |       |
| 14    | Pierre-Luc Belval (19, Sainte-Sabine)                     | Stand by Me - Ben E. King                   |        |       |          |       |

1. Composé de Nadia Marie Ricci (29 ans, Montréal) et Alessandra Tropeano (25 ans, Laval)

#### Épisode 4
Date de diffusion : 8 février 2015
| Ordre | Artiste (âge, ville)                                 | Chanson                                               | Choix  | Choix | Choix    | Choix |
| Ordre | Artiste (âge, ville)                                 | Chanson                                               | Pierre | Éric  | Isabelle | Marc  |
| ----- | ---------------------------------------------------- | ----------------------------------------------------- | ------ | ----- | -------- | ----- |
| 1     | Thierry Bruyère (30, Montréal)                       | Pendant que les champs brûlent - Niagara              |        | —     |          |       |
| 2     | Johanne Lefebvre (45, East Farnham)                  | Caruso - Lucio Dalla                                  | —      |       | —        | —     |
| 3     | Mélissa Ouimet (29, Saint-Albert, ON)                | Paris (Ooh La La !) - Grace Potter and the Nocturnals |        |       |          |       |
| 4     | Kevin Bazinet (23, Mont-Laurier)                     | Latch - Disclosure et Sam Smith                       |        |       |          |       |
| 5     | Cintia Baroud (34, Beyrouth, Liban)                  | L'Aigle noir - Barbara                                |        | —     | —        | —     |
| 6     | William Cloutier (19, Victoriaville)                 | All of Me - John Legend                               |        |       |          |       |
| 7     | Taylor Saunier (16, Summerside, IPE)                 | I'd Rather Go Blind - Etta James                      | —      |       |          | —     |
| 8     | Dominique Breault (21, Sainte-Adèle)                 | Je joue de la guitare - Jean Leloup                   |        |       |          |       |
| 9     | Francis Bédard-Pétrin (25, Saint-Jean-sur-Richelieu) | Après toi, le déluge - Bruno Pelletier                | —      | —     |          |       |
| 10    | Mandy Branch (21, Sainte-Catherine)                  | Yoü and I - Lady Gaga                                 | —      |       | —        | —     |
| 11    | Marianne Poirier (18, Québec)                        | Deux par deux rassemblés - Pierre Lapointe            |        | —     |          |       |
| 12    | David Jobin (29, Montréal)                           | Respirer la fumée - Fanny Bloom                       |        |       |          |       |
| 13    | Angelike Falbo (16, Montréal)                        | You Lost Me - Christina Aguilera                      | —      | —     |          | —     |
| 14    | Liana Bureau (22, Québec)                            | Crazy In Love - Beyoncé                               |        |       |          |       |

#### Épisode 5
Date de diffusion : 15 février 2015
| Ordre | Artiste (âge, ville)                          | Chanson                                          | Choix  | Choix | Choix    | Choix |
| Ordre | Artiste (âge, ville)                          | Chanson                                          | Pierre | Éric  | Isabelle | Marc  |
| ----- | --------------------------------------------- | ------------------------------------------------ | ------ | ----- | -------- | ----- |
| 1     | Louis-Philip (26, Saint-Lazare)               | Bridge over Troubled Water - Simon and Garfunkel |        |       |          |       |
| 2     | Chloé Lamontagne (22, Beaumont)               | You Know I'm No Good - Amy Winehouse             |        |       |          |       |
| 3     | David Fleury (21, Saint-Bruno-de-Montarville) | Je fais de moi un homme - Daniel Bélanger        |        | —     | —        | —     |
| 4     | Chesley Walsh (29, Los Angeles, USA)          | Dreams - Fleetwood Mac                           | —      |       |          |       |
| 5     | Élisabeth Léger (23, Lac-Mégantic)            | Comme ils disent - Charles Aznavour              | —      | —     | —        |       |
| 6     | Jason Maynard (27, Montréal)                  | Moondance - Van Morrison                         |        |       |          |       |
| 7     | Simon Morin (26, Montréal)                    | Come With Me Now - Kongos                        |        |       |          |       |
| 8     | Priscillia Quirion (23, Magog)                | Les hommes disent peu - Alex Nevsky              | —      | —     |          | —     |
| 9     | Mathieu Langevin (24, Maniwaki)               | Le kid - Jonathan Painchaud                      |        |       | NC       |       |
| 10    | Marie-Ève Villemure (33, Grand-Mère)          | Fruits défendus - Brigitte Boisjoli              |        |       |          |       |
| 11    | Dominic Dagenais (37, Montréal)               | Master Blaster - Stevie Wonder                   |        |       | NC       | NC    |
| 12    | Céleste Lévis (20, Timmins, ON)               | Moisi Moé'ssi - Fred Fortin                      | NC     |       | NC       | NC    |

### Duels

#### Mentors
Encore une fois cette saison-ci, les coachs sont assistés d'un mentor lors de l'étape des duels. Il s'agit de Philippe B dans l'équipe de Pierre Lapointe, de Lynda Lemay dans l'équipe d'Éric Lapointe, de Vincent Vallières dans l'équipe d'Isabelle Boulay et d'Alex Nevsky dans l'équipe de Marc Dupré.

#### Épisode 6
Date de diffusion : 22 février 2015
 Le participant est sauf
 Le participant est éliminé
 Le participant perd son duel, mais est volé par un autre coach
| Ordre | Coach    | Artistes           | Artistes              | Chanson                                              | Vols   | Vols | Vols     | Vols |
| Ordre | Coach    | Artistes           | Artistes              | Chanson                                              | Pierre | Éric | Isabelle | Marc |
| ----- | -------- | ------------------ | --------------------- | ---------------------------------------------------- | ------ | ---- | -------- | ---- |
| 1     | Pierre   | Cintia Baroud      | Dominique Fils-Aimé   | Royals - Lorde                                       | NC     | —    |          |      |
| 2     | Éric     | Sylvain Auclair    | Simon Morin           | Les Bombes - Michel Pagliaro                         | —      | NC   | —        | —    |
| 3     | Marc     | Anthony Cyr        | Kevin Bazinet         | I'm Not the Only One - Sam Smith                     | —      | —    | —        | NC   |
| 4     | Isabelle | Priscillia Quirion | Catherine Avoine      | Le chant de la douleur - Gerry Boulet                | —      | —    | NC       | —    |
| 5     | Pierre   | David Fleury       | Sara Dufour           | L'amour passe à travers le linge - Avec pas d'casque | NC     | —    | —        | —    |
| 6     | Éric     | Amélie P. Bédard   | Céleste Lévis         | Le saule - Isabelle Boulay                           | —      | NC   | —        | —    |
| 7     | Marc     | Jacob Watson       | Sule Heitner          | Let Her Go - Passenger                               |        | —    | —        | NC   |
| 8     | Isabelle | Annabelle Doucet   | Lili-Ann De Francesco | River Deep, Mountain High - Tina Turner              |        |      | NC       |      |

#### Épisode 7
Date de diffusion : 1er mars 2015
 Le participant est sauf
 Le participant est éliminé
 Le participant perd son duel, mais est volé par un autre coach
| Ordre | Coach    | Artistes            | Artistes               | Chanson                                  | Vols   | Vols | Vols     | Vols |
| Ordre | Coach    | Artistes            | Artistes               | Chanson                                  | Pierre | Éric | Isabelle | Marc |
| ----- | -------- | ------------------- | ---------------------- | ---------------------------------------- | ------ | ---- | -------- | ---- |
| 1     | Marc     | Alicia Moffet       | Gaya Michel Élie       | Set Fire to the Rain - Adele             |        |      | —        | NC   |
| 2     | Isabelle | Cédrick Gosselin    | Félicia Tremblay       | Câlisse-moi là - Lisa Leblanc            | NC     | —    | NC       | —    |
| 3     | Pierre   | Karine Sainte-Marie | Mathieu Holubowski     | Always on My Mind - Willie Nelson        | NC     |      |          |      |
| 4     | Eric     | Mandy Branch        | Rosa Laricchiuta       | Bring Me Some Water - Melissa Etheridge  | NC     | NC   | —        | NC   |
| 5     | Marc     | Élisabeth Léger     | Francis Bédard-Pétrin  | Ils s'aiment - Daniel Lavoie             | NC     | —    | —        | NC   |
| 6     | Isabelle | Chesley Walsh       | Louis-Philip Champagne | Without You - Harry Nilsson              | NC     | —    | NC       | NC   |
| 7     | Pierre   | Marianne Poirier    | Jacques Rousseau       | Saint Claude - Christine and the Queens  | NC     | —    | —        | NC   |
| 8     | Éric     | Johanne Lefebvre    | Sylvie Desgroseillers  | Je ne suis qu'une chanson - Ginette Reno | NC     | NC   | —        | NC   |

#### Épisode 8
Date de diffusion : 8 mars 2015
 Le participant est sauf
 Le participant est éliminé
 Le participant perd son duel, mais est volé par un autre coach
| Ordre | Coach    | Artistes               | Artistes          | Chanson                                                          | Vols   | Vols | Vols     | Vols |
| Ordre | Coach    | Artistes               | Artistes          | Chanson                                                          | Pierre | Éric | Isabelle | Marc |
| ----- | -------- | ---------------------- | ----------------- | ---------------------------------------------------------------- | ------ | ---- | -------- | ---- |
| 1     | Pierre   | Dominic Dagenais       | Liana Bureau      | Sing - Ed Sheeran                                                | NC     | —    | —        | NC   |
| 2     | Isabelle | Émie Champagne         | Thierry Bruyère   | Ce soir l'amour est dans tes yeux - Louis-Jean Cormier (version) | NC     | —    | NC       | NC   |
| 3     | Éric     | Pierre-Luc Belval      | Taylor Saunier    | Burning Love - Elvis Presley                                     | NC     | NC   | —        | NC   |
| 4     | Marc     | Audrey Miscioscia      | Tatiana Garrido   | Lady Marmalade - Nanette Workman                                 | NC     |      |          | NC   |
| 5     | Pierre   | Jean-Sébastien Michaud | Philippe Clément  | L'ascenseur - Louis-Jean Cormier                                 | NC     | —    | —        | NC   |
| 6     | Isabelle | Angelike Falbo         | Melissa Bel       | Chandelier - Sia                                                 | NC     | —    | NC       | NC   |
| 7     | Éric     | Myriam Arseneau        | Shaharah Sinclair | Fever - Peggy Lee                                                | NC     | NC   |          | NC   |
| 8     | Marc     | David Paradis          | Mathieu Langevin  | Ces gens qui dansent - Gazoline                                  | NC     |      | NC       | NC   |

### Chants de bataille

#### Épisode 9
Date de diffusion : 15 mars 2015
 Le participant est sauvé
 Le participant est éliminé
| Coach           | Participant(e)    | Chanson                                         |
| --------------- | ----------------- | ----------------------------------------------- |
| Eric Lapointe   | Tatiana Garrido   | I Lost My Baby - Jean Leloup                    |
| Eric Lapointe   | Mathieu Langevin  | Mauvais caractère - Les Colocs                  |
| Eric Lapointe   | Céleste Lévis     | I Can't Make You Love Me - Adele (version)      |
| Isabelle Boulay | Angelike Falbo    | Fool in Love - Rihanna                          |
| Isabelle Boulay | Cédrick Gosselin  | Tue-moi - Dan Bigras                            |
| Isabelle Boulay | Myriam Arseneau   | Tant qu'à venir sur la Terre - Angèle Arsenault |
| Pierre Lapointe | Marianne Poirier  | Nos joies répétitives - Pierre Lapointe         |
| Pierre Lapointe | Gaya Michel Élie  | Uptown Funk - Mark Ronson et Bruno Mars         |
| Pierre Lapointe | David Fleury      | Ton amour a changé ma vie - Les Classels        |
| Marc Dupré      | Elisabeth Léger   | Tenir debout - Fred Pellerin                    |
| Marc Dupré      | David Paradis     | Stolen Dance - Milky Chance                     |
| Marc Dupré      | Audrey Miscioscia | Faut que j'me pousse - Offenbach                |

Chansons hors compétitions
| Ordre | Chanteurs | Chanson                                          |
| ----- | --- | ------------------------------------------------ |
| 1     | Éric Lapointe et son équipe (Simon Morin, Rosa Larrichiuta, Johanne Lefebvre, Pierre-Luc Belval, Shaharah Sinclair, Céleste Lévis)              | Old Time Rock and Roll - Bob Seger               |
| 2     | Isabelle Boulay et son équipe (Émie Champagne, Cintia Barroud, Louis-Philip Champagne, Catherine Avoine, Lili-Ann De Francesco, Angelike Falbo) | On va s'aimer encore - Vincent Vallières         |
| 3     | Pierre Lapointe et son équipe (Mathieu Holubowski, Liana Bureau, Jacob Watson, Philippe Clément, Dominique Fils-Aimé, Gaya Michel Élie)         | Tous les garçons et les filles - Françoise Hardy |
| 4     | Marc Dupré et son équipe (Kevin Bazinet, Karine Sainte-Marie, Sule Heitner, Anabelle Doucet, Alicia Moffet, Elisabeth Leger)                    | I Want to Hold Your Hand - Les Beatles           |

### Directs

#### Épisode 10
Date de diffusion : 22 mars 2015
Numéro d'ouverture : Si tu reviens - Louis-Jean Cormier avec les coachs et les participants de La Voix
 Le participant est sauvé
 Le participant est éliminé
| Coach           | Participant(e)         | Chanson                                    | Points (coach) | Points (public) | Total des points |
| --------------- | ---------------------- | ------------------------------------------ | -------------- | --------------- | ---------------- |
| Isabelle Boulay | Cintia Baroud          | Aranjuez mon amour - Richard Anthony       | 20             | 21              | 41               |
| Isabelle Boulay | Lili-Ann De Francesco  | J'entends frapper - Michel Pagliaro        | 50             | 60              | 110              |
| Isabelle Boulay | Louis-Philip Champagne | Pleine lune en décembre - Zachary Richard  | 30             | 19              | 49               |
| Pierre Lapointe | Dominique Fils-Aimé    | Hit the Road Jack - Ray Charles            | 50             | 25              | 75               |
| Pierre Lapointe | Gaya Michel Élie       | Le mal du pays - Manno Charlemagne         | 30             | 35              | 65               |
| Pierre Lapointe | Liana Bureau           | Tous les mêmes - Stromae                   | 20             | 40              | 60               |
| Marc Dupré      | Annabelle Doucet       | Je veux - Zaz                              | 20             | 13              | 33               |
| Marc Dupré      | Elisabeth Leger        | Ficelles - Ingrid St-Pierre                | 30             | 7               | 37               |
| Marc Dupré      | Kevin Bazinet          | Jealous Guy - John Lennon                  | 50             | 80              | 130              |
| Éric Lapointe   | Johanne Lefebvre       | Mon Dieu - Édith Piaf                      | 30             | 29              | 59               |
| Éric Lapointe   | Pierre-Luc Belval      | Méfiez-vous du grand amour - Michel Rivard | 20             | 23              | 43               |
| Éric Lapointe   | Rosa Laricchiuta       | Casser la voix - Patrick Bruel             | 50             | 48              | 98               |

#### Épisode 11
Date de diffusion : 29 mars 2015
Numéro d'ouverture : Ariane Moffatt avec les participants de La Voix
- Je veux tout, avec Karine Sainte-Marie, Émie Champagne, Céleste Lévis et Mathieu Holubowski;
- Reverbère, avec Simon Morin, Sule Heitner, Jacob Watson et Catherine Avoine;
- Debout, avec Alicia Moffet, Angelike Falbo, Shaharah Sinclair et Philippe Clément.

 Le participant est sauvé
 Le participant est éliminé
| Coach           | Participant(e)      | Chanson                                             | Points (coach) | Points (public) | Total des points |
| --------------- | ------------------- | --------------------------------------------------- | -------------- | --------------- | ---------------- |
| Éric Lapointe   | Simon Morin         | Take Me to Church - Hozier                          | 30             | 36              | 66               |
| Éric Lapointe   | Shaharah Sinclair   | Ces bottes sont faites pour marcher - Nancy Sinatra | 20             | 4               | 24               |
| Éric Lapointe   | Céleste Lévis       | Avec le temps - Léo Ferré                           | 50             | 60              | 110              |
| Marc Dupré      | Sule Heitner        | Marie-Jo - Karim Ouellet                            | 20             | 10              | 30               |
| Marc Dupré      | Karine Sainte-Marie | French Cancan - Inna Modja                          | 30             | 16              | 46               |
| Marc Dupré      | Alicia Moffet       | Fix You - Coldplay                                  | 50             | 74              | 124              |
| Pierre Lapointe | Philippe Clément    | Camouflar - Galaxie                                 | 30             | 14              | 44               |
| Pierre Lapointe | Mathieu Holubowski  | J'ai souvenir encore - Claude Dubois                | 50             | 70              | 120              |
| Pierre Lapointe | Jacob Watson        | Jolie Louise - Daniel Lanois                        | 20             | 16              | 36               |
| Isabelle Boulay | Émie Champagne      | Il faut savoir - Charles Aznavour                   | 30             | 12              | 42               |
| Isabelle Boulay | Catherine Avoine    | Georgia on My Mind - Ray Charles                    | 50             | 24              | 74               |
| Isabelle Boulay | Angelike Falbo      | Je t'aime - Lara Fabian                             | 20             | 64              | 84               |

### Demi-finale

#### Épisode 12
Date de diffusion : 5 avril 2015
Numéro d'ouverture : Cœur de pirate avec les participants de La Voix
- Place de la République, avec Mathieu Holubowski et Dominique Fils-Aimé;
- Comme des enfants, avec Angelike Falbo, Alicia Moffet et Lili-Ann de Francesco;
- Oublie-moi, avec Rosa Laricchiuta, Céleste Lévis et Kevin Bazinet, ainsi que Mathieu, Dominique, Angelike, Alicia et Lili-Ann.

 Le participant est sauvé
 Le participant est éliminé
| Coach           | Participant(e)        | Chanson                                 | Points (coach) | Points (public) | Total des points |
| --------------- | --------------------- | --------------------------------------- | -------------- | --------------- | ---------------- |
| Pierre Lapointe | Dominique Fils-Aimé   | Sans regret - Brigitte Boisjoli         | 40             | 21              | 61               |
| Pierre Lapointe | Mathieu Holubowski    | Girl from the North Country - Bob Dylan | 60             | 79              | 139              |
| Isabelle Boulay | Angelike Falbo        | Say Something - Christina Aguilera      | 60             | 46              | 106              |
| Isabelle Boulay | Lili-Ann de Francesco | Je vole - Michel Sardou                 | 40             | 54              | 94               |
| Éric Lapointe   | Céleste Lévis         | L'essentiel - Ginette Reno              | 40             | 57              | 97               |
| Éric Lapointe   | Rosa Laricchiuta      | The Show Must Go On - Queen             | 60             | 43              | 103              |
| Marc Dupré      | Alicia Moffet         | Le monde est stone - Starmania          | 40             | 16              | 56               |
| Marc Dupré      | Kevin Bazinet         | L'amour existe encore - Céline Dion     | 60             | 84              | 144              |

### Finale

#### Épisode 13
Date de diffusion : 12 avril 2015
Numéro d'ouverture: Def Leppard avec Éric Lapointe et les quatre finalistes de La Voix (Rosa Laricchiuta, Mathieu Holubowski, Kevin Bazinet et Angelike Falbo) 
1. Pour Some Sugar On Me

Pour la grande finale, comme lors de la première saison, les chansons interprétées par les finalistes sont des chansons originales proposées par les coachs (ou mentors) de chacun.
Le participant gagne La Voix
Le participant est éliminé
| Coach           | Participant(e)     | Chanson                          | Auteur / Compositeur                        | Pourcentage des votes |
| --------------- | ------------------ | -------------------------------- | ------------------------------------------- | --------------------- |
| Éric Lapointe   | Rosa Laricchiuta   | Je pleure                        | Lynda Lemay, Éric Lapointe, Stéphane Dufour | 16                    |
| Pierre Lapointe | Mathieu Holubowski | Feuille d'argent et feuille d'or | Pierre Lapointe, Philippe B                 | 14                    |
| Marc Dupré      | Kevin Bazinet      | Jusqu'où tu m'aimes              | Marc Dupré, Alex Nevsky, Gautier Marinof    | 46                    |
| Isabelle Boulay | Angelike Falbo     | Comme un appel                   | Vincent Vallières                           | 24                    |